# 4008 Corbin
4008 Corbin è un asteroide della fascia principale. Scoperto nel 1977, presenta un'orbita caratterizzata da un semiasse maggiore pari a 2,3593593 UA e da un'eccentricità di 0,2095865, inclinata di 25,51443° rispetto all'eclittica.